# Чемпионат мира по волейболу среди женщин 1994
12-й Чемпионат мира по волейболу среди женщин прошёл с 21 по 30 октября 1994 года в двух городах Бразилии (Сан-Паулу и Белу-Оризонти) с участием 16 национальных сборных команд. Чемпионский титул во второй раз в своей истории выиграла  сборная Кубы.

## Команды-участницы
Бразилия — страна-организатор;
Россия — преемница чемпиона мира-1990 сборной СССР;
Чехия — преемница серебряного призёра чемпионата Европы-1993 сборной Чехии и Словакии;
Куба — чемпион Северной, Центральной Америки и Карибского бассейна-1993;
Китай — чемпион Азии-1993;
Перу — чемпион Южной Америки-1993;
США, Нидерланды, Италия, Румыния, Германия, Азербайджан, Украина, Кения — по итогам мировой квалификации;
Япония, Южная Корея — по итогам азиатской квалификации.

## Система проведения чемпионата
16 финалистов чемпионата мира на первом этапе разбиты на 4 группы. Победители групп напрямую выходят в четвертьфинал плей-офф. Команды, занявшие в группах 2-е и 3-е места, образуют 4 пары 1/8 финала, победители в которых также выходят в четвертьфинал.

## Города и игровые арены
Соревнования прошли в игровых залах двух городов Бразилии — Сан-Паулу и Белу-Оризонти.
- Сан-Паулу.

В «Ginásio do Ibirapuera» прошли матчи групп «В» и «D» предварительного этапа и плей-офф чемпионата. Арена построена в 1957 году. Вместимость — 11 тысяч зрителей.
- Белу-Оризонти.

В «Mineirinho Arena» прошли матчи групп «A» и «C» предварительного этапа и классификационные матчи чемпионата. Арена построена в 1980 году. Вместимость — 25 тысяч зрителей.

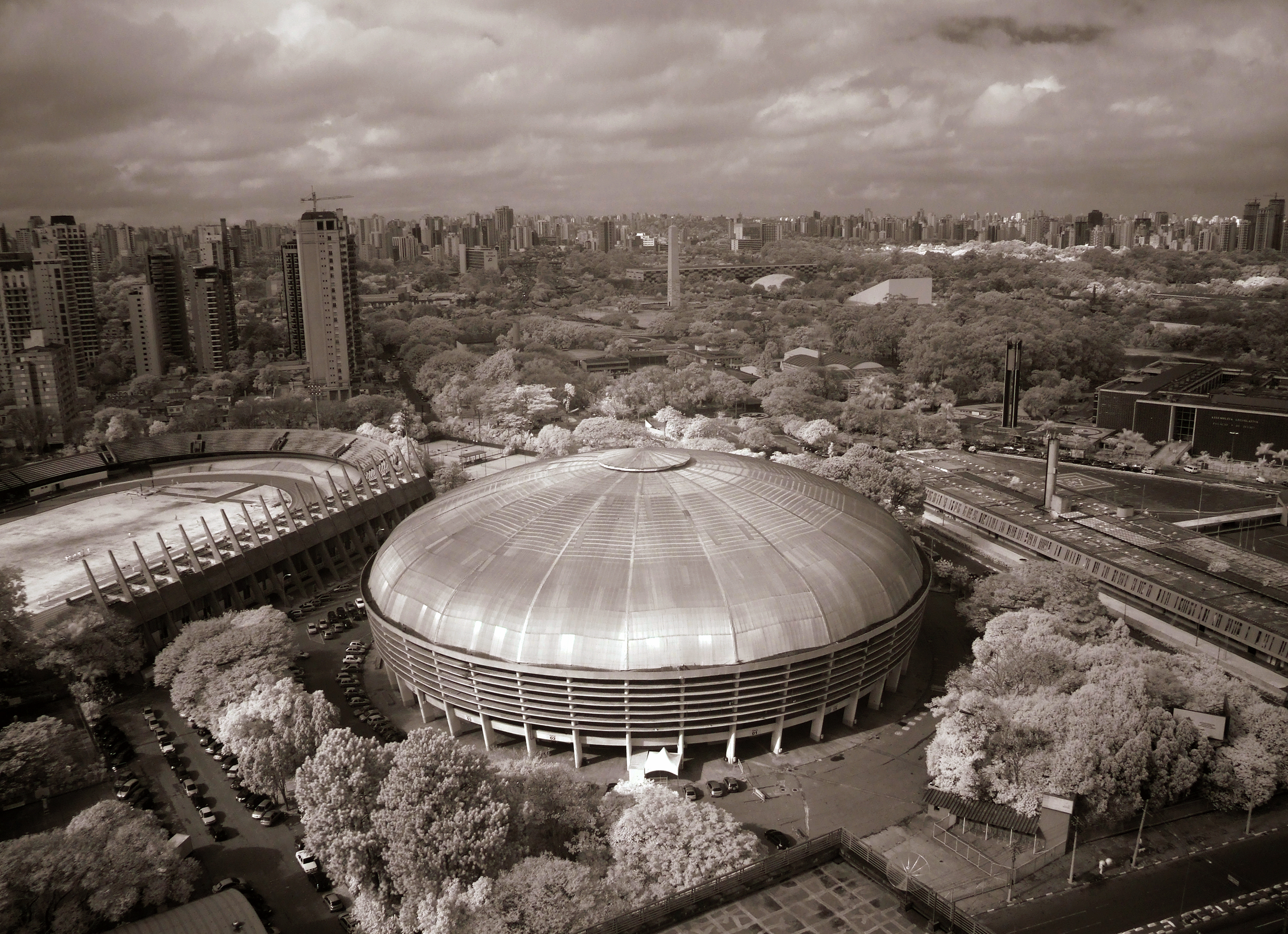
Сан-Паулу Ginásio do Ibirapuera
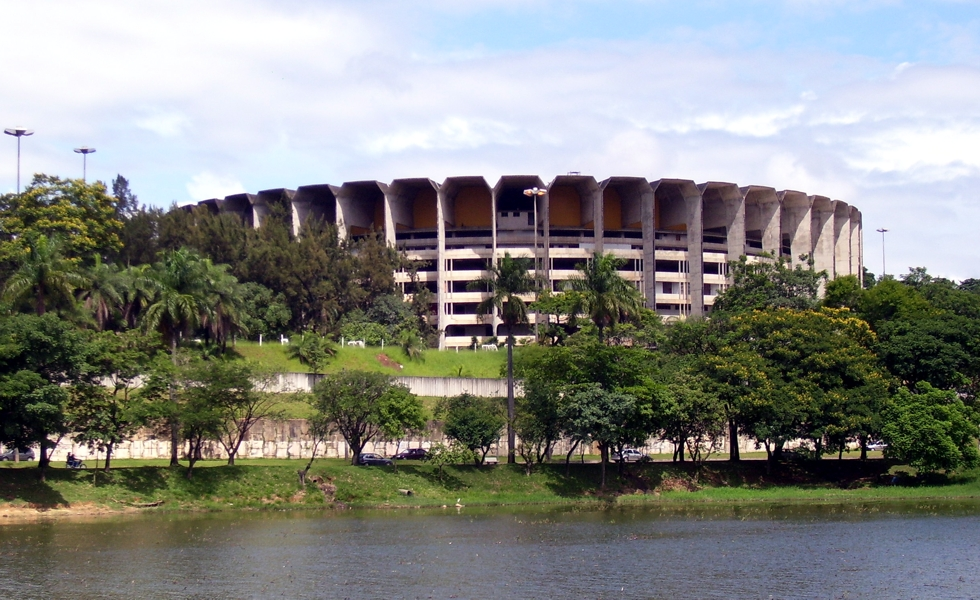
Белу-Оризонти Mineirinho Arena

## Предварительный этап

### Группа A
Белу-Оризонти
| М | Команда     | 1   | 2   | 3   | 4   | И | В | П | С/П | О |
| - | ----------- | --- | --- | --- | --- | - | - | - | --- | - |
| 1 | Бразилия    |     | 3:0 | 3:1 | 3:0 | 3 | 3 | 0 | 9:1 | 6 |
| 2 | Германия    | 0:3 |     | 3:0 | 3:0 | 3 | 2 | 1 | 6:3 | 5 |
| 3 | Южная Корея | 1:3 | 0:3 |     | 3:0 | 3 | 1 | 2 | 4:6 | 4 |
| 4 | Румыния     | 0:3 | 0:3 | 0:3 |     | 3 | 0 | 3 | 0:9 | 3 |

21 октября: Германия — Южная Корея 3:0 (16:14, 15:10, 16:14); Бразилия — Румыния 3:0 (15:2, 15:2, 15:3).
22 октября: Южная Корея — Румыния 3:0 (15:2, 15:3, 15:10); Бразилия — Германия 3:0 (15:5, 15:7, 15:5).
23 октября: Германия — Румыния 3:0 (15:2, 15:2, 15:4); Бразилия — Южная Корея 3:1 (10:15, 15:10, 15:7, 15:8).

### Группа В
Сан-Паулу
| М | Команда     | 1   | 2   | 3   | 4   | И | В | П | С/П | О |
| - | ----------- | --- | --- | --- | --- | - | - | - | --- | - |
| 1 | Куба        |     | 3:0 | 3:0 | 3:0 | 3 | 3 | 0 | 9:0 | 6 |
| 2 | Нидерланды  | 0:3 |     | 3:1 | 3:0 | 3 | 2 | 1 | 6:4 | 5 |
| 3 | Азербайджан | 0:3 | 1:3 |     | 3:0 | 3 | 1 | 2 | 4:6 | 4 |
| 4 | Перу        | 0:3 | 0:3 | 0:3 |     | 3 | 0 | 3 | 0:9 | 3 |

21 октября: Нидерланды — Азербайджан 3:1 (15:8, 15:5, 11:15, 15:10); Куба — Перу 3:0 (15:9, 15:1, 15:5).
22 октября: Куба — Нидерланды 3:0 (15:4, 15:9, 15:10); Азербайджан — Перу 3:0 (15:12, 15:13, 15:6).
23 октября: Куба — Азербайджан 3:0 (15:9, 15:9, 15:12); Нидерланды — Перу 3:0 (15:8, 15:7, 15:5).

### Группа С
Белу-Оризонти
| М | Команда | 1   | 2   | 3   | 4   | И | В | П | С/П | О |
| - | ------- | --- | --- | --- | --- | - | - | - | --- | - |
| 1 | Китай   |     | 3:0 | 3:1 | 3:1 | 3 | 3 | 0 | 9:2 | 6 |
| 2 | Россия  | 0:3 |     | 3:1 | 3:0 | 3 | 2 | 1 | 6:4 | 5 |
| 3 | Украина | 1:3 | 1:3 |     | 3:2 | 3 | 1 | 2 | 5:8 | 4 |
| 4 | Италия  | 1:3 | 0:3 | 2:3 |     | 3 | 0 | 3 | 3:9 | 3 |

21 октября: Китай — Италия 3:1 (8:15, 15:3, 16:14, 15:5); Россия — Украина 3:1 (8:15, 16:14, 15:13, 15:11).
22 октября: Китай — Россия 3:0 (15:13, 15:12, 15:3); Украина — Италия 3:2 (15:4, 5:15, 4:15, 15:6, 15:12).
23 октября: Россия — Италия 3:0 (15:7, 15:9, 15:5); Китай — Украина 3:1 (15:8, 15:10, 3:15, 15:11).

### Группа D
Сан-Паулу
| М | Команда | 1   | 2   | 3   | 4   | И | В | П | С/П | О |
| - | ------- | --- | --- | --- | --- | - | - | - | --- | - |
| 1 | США     |     | 3:1 | 3:0 | 3:0 | 3 | 3 | 0 | 9:1 | 6 |
| 2 | Япония  | 1:3 |     | 3:0 | 3:0 | 3 | 2 | 1 | 7:3 | 5 |
| 3 | Чехия   | 0:3 | 0:3 |     | 3:0 | 3 | 1 | 2 | 3:6 | 4 |
| 4 | Кения   | 0:3 | 0:3 | 0:3 |     | 3 | 0 | 3 | 0:9 | 3 |

21 октября: США — Кения 3:0 (15:2, 15:7, 15:4); Япония — Чехия 3:0 (15:7, 15:9, 15:2).
22 октября: США — Чехия 3:0 (15:2, 15:1, 15:1); Япония — Кения 3:0 (15:1, 15:3, 15:4).
23 октября: Чехия — Кения 3:0 (15:7, 15:3, 15:0); США — Япония 3:1 (15:8, 6:15, 15:7, 15:7).

## Классификационные матчи
25 октября. Белу-Оризонти
Куба — США 3:0 (16:14, 15:5, 15:12).
Бразилия — Китай 3:0 (15:12, 15:4, 15:9).

## Плей-офф
Сан-Паулу

### 1/8 финала
25 октября
Россия — Чехия 3:1 (16:14, 9:15, 15:8, 15:11).
Южная Корея — Нидерланды 3:1 (15:11, 15:4, 6:15, 15:8).
Германия — Азербайджан — 3:1 (15:4, 15:3, 8:15, 15:9).
Япония — Украина — 3:0 (15:10, 15:11, 15:8).

### Четвертьфинал
28 октября
Куба — Германия 3:0 (15:9, 15:5, 15:5).
Бразилия — Япония 3:0 (15:10, 17:15, 15:7).
Россия — США 3:1 (15:9, 9:15, 15:9, 16:14).
Южная Корея — Китай 3:1 (15:5, 4:15, 15:5, 15:11).

### Полуфинал за 1—4-е места
29 октября
Куба — Южная Корея 3:0 (15:4, 15:9, 15:5).
Бразилия — Россия 3:2 (15:7, 14:16, 12:15, 15:8, 15:10).

### Полуфинал за 5—8-е места
29 октября
Германия — Китай 3:1 (13:15, 15:13, 15:10, 15:13).
США — Япония 3:1 (8:15, 15:7, 15:7, 15:7).

### Матч за 7-е место
30 октября
Япония — Китай 3:2 (9:15, 15:12, 10:15, 15:10, 15:7).

### Матч за 5-е место
30 октября
Германия — США 3:1 (16:14, 15:9, 13:15, 15:9).

### Матч за 3-е место
30 октября
Россия — Южная Корея 3:1 (14:16, 15:11, 15:6, 15:8).

### Финал
30 октября
Куба — Бразилия 3:0 (15:2, 15:10, 15:5).

## Итоги

### Положение команд
| Куба           | 9—12. Нидерланды  |
| Бразилия       | 9—12. Азербайджан |
| Россия         | 9—12. Чехия       |
| 4. Южная Корея | 9—12. Украина     |
| 5. Германия    | 13—16. Италия     |
| 6. США         | 13—16. Перу       |
| 7. Япония      | 13—16. Румыния    |
| 8. Китай       | 13—16. Кения      |

### Призёры
Куба: Регла Белл Маккензи, Идальмис Гато Мойя, Лилия Искьердо Агирре, Мерседес Кальдерон Мартинес, Магалис Карвахаль Ривера, Марленис Коста Бланко, Мирея Луис Эрнандес, Раиса О’Фаррилл Боланьос, Таня Ортис Кальво, Регла Торрес Эррера, Ана Ибис Фернандес Валье, Мирка Франсия Васконселос. Главный тренер — Эухенио Хорхе Лафита.
  Бразилия: Ана Беатрис Мозер, Ана Маргарида Алварес (Ида), Ана Паула Энкел, Эдна Вейга, Эстефания Соуза, Элия Рожерио ди Соуза (Фофан), Ана Флавия Санглард, Вирна Дантас Диас, Фернанда Вентурини, Илма Апаресида Калдейра, Марсия Режина Кунья (Марсия Фу), Жанина Консейсао. Главный тренер — Бернардиньо (Бернардо Резенде).
  Россия: Валентина Огиенко, Наталья Морозова, Марина Панкова, Елена Батухтина, Наталья Шигина, Татьяна Меньшова, Евгения Артамонова, Елизавета Тищенко, Юлия Тимонова, Инесса Емельянова, Татьяна Грачёва. Главный тренер — Николай Карполь.

### Индивидуальные призы
MVP:  Регла Торрес Эррера
Лучшая нападающая:  Мирея Луис Эрнандес
Лучшая блокирующая:  Регла Торрес Эррера
Лучшая на подаче:  Томоко Ёсихара
Лучшая в защите:  Пак Су Чжон
Лучшая связующая:  Татьяна Грачёва
Лучшая на приёме:  Наталья Морозова
Самая результативная:  Елена Батухтина